# Never Say Goodbye (ChouChoの曲)
「Never Say Goodbye」（ネバー・セイ・グッドバイ）は、ChouChoの楽曲。22枚目のシングルとして2023年10月4日にランティスから発売された。

## 概要
CDシングルとして前作「twilight little star」以来、約2か月振りのリリースとなる。販売形態は「販路限定LPサイズ盤」と「通常盤」の2種でのリリース。販路限定LPサイズ盤は劇場とA-on STORE限定で販売された。
表題曲「Never Say Goodbye」は、OVA『ガールズ＆パンツァー 最終章』第4話～第6話のオープニングテーマに使用された。ChouChoが同シリーズの主題歌を担当するのは、2018年に発表された「フロンティア」以来。
カップリング曲は、佐咲紗花が歌う同アニメの第1話～第3話オープニングテーマ「Grand symphony」のカバーバージョンとなっている。

## 批評
CDジャーナルは、「歴代主題歌を担当して来たChouChoが、自らの作詞・曲で爽やか青春チューンを披露している」と批評した。

## チャート成績
初週1,082枚を売り上げ、2023年10月16日付オリコン週間シングルランキングで初登場39位を獲得。ソロシングルとしては15枚目のシングル「piece of youth」以来7年半ぶりのオリコンTOP40入りを果たした。チャート登場回数は6回。累計2,035枚のセールスを記録した。

## シングル収録内容
| 全編曲: 村山☆潤。 |                                  |           |           |       |
| #                 | タイトル                         | 作詞      | 作曲      | 時間  |
| 1.                | 「Never Say Goodbye」            | ChouCho   | ChouCho   | 4:21  |
| 2.                | 「Grand symphony」               | 佐咲紗花  | 本多友紀  | 5:00  |
| 3.                | 「Never Say Goodbye」(off vocal) |           |           | 4:21  |
| 4.                | 「Grand symphony」(off vocal)    |           |           | 5:00  |
| 合計時間:         | 合計時間:                        | 合計時間: | 合計時間: | 18:42 |